# Kienbergtunneln

Kienbergtunneln är en tunnel i Österrike nära Wels. Den används av motorväg A9 och är 1 454 meter lång bestående av två rör.
Tunneln stod färdig år 2003.